# 千田嘉平

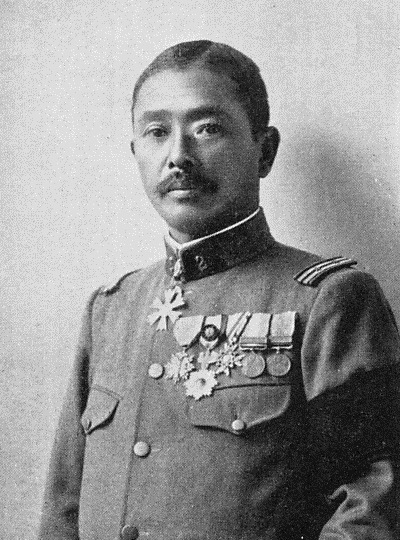
千田嘉平

千田 嘉平（せんだ かへい、1871年10月12日（明治4年8月28日）- 1943年（昭和18年）2月18日）は、明治末から昭和前期の陸軍軍人、政治家、華族。陸軍少将、貴族院男爵議員。

## 経歴
鹿児島県出身。薩摩藩士・千田貞暁の二男として生まれる。父・貞暁の死去に伴い、1908年（明治41年）6月17日、家督を相続し男爵を襲爵した。
1891年（明治24年）東京府尋常中学校卒業。1894年（明治27年）7月27日、陸軍士官学校（5期）を卒業し、同年9月18日、歩兵少尉に任官。以後、近衛歩兵第2旅団副官、教育総監部副官、第4軍司令部副官、野津道貫元帥副官、近衛師団副官などを歴任。1916年（大正5年）7月14日、歩兵大佐に昇進し歩兵第16連隊長に就任。近衛歩兵第4連隊長を経て、1920年（大正9年）8月10日、陸軍少将に進み歩兵第19旅団長となる。1924年（大正13年）2月4日に待命となり、同年2月26日、予備役に編入された。
1925年（大正14年）7月10日、貴族院男爵議員に選出され、公正会に属し死去するまで在任。その他、日本競馬会設立委員、軍人援護対策審議会委員などを務めた。

## 栄典
- 1894年（明治27年）10月26日 - 正八位[10]
- 1908年（明治41年）6月17日 - 男爵襲爵[4]
- 1920年（大正9年）9月10日 - 正四位[11]
- 1924年（大正13年）3月25日 - 従三位[12]

## 親族
- 姉 玉利信子（のぶこ、海軍中将・玉利親賢の妻）[1][3]
- 弟・千田武彦（1879年生） ‐ 工学士。今泉嘉一郎の娘婿。[13]
- 妹・ハナ ‐ 建築設計士・宗兵藏の妻。[14]
- 妹・ハマ ‐ 伯爵井伊直忠の家令で工学士の石黒誠二郎の妻。[14]
- 妻・圭 ‐ 海軍中将・本田親之の二女[14]
- 長男の千田貞清（1900年生）は東洋拓殖、満州生命保険に勤務し、父親没時に襲爵。幼少時は、迪宮（昭和天皇）のお相手を務めた[15]。社団法人日本通商振興協会の理事時代には、理事の一人が詐欺を行ない、その共同責任を問われた[16][17]。